# North American X-15
Il North American X-15 (NA-240) era un aereo-razzo americano, dimostratore tecnologico monoposto con ala trapezoidale, facente parte della serie di aerei X, velivoli sperimentali sviluppati per conto dell'USAF, NASA e U.S.Navy a partire dal Bell X-1.

## Storia del progetto
Furono costruiti tre aerei X-15, che eseguirono in totale 199 voli tra il 1959 e il 1968. Sull'X-15 volarono 12 piloti. Il primo volo dell'X-15 ebbe luogo l'8 giugno del 1959. Nel 1963, il 19 luglio e il 22 agosto, con il Volo 90 e il Volo 91, il pilota Joseph A. Walker stabilì i record di altezza raggiungendo rispettivamente i 105,9 e 107,8 km; in questo modo, avendo superato la quota di 100 km fissata per i voli spaziali, Walker divenne il primo astronauta ad eseguire un volo suborbitale con un veicolo riutilizzabile, nonché il primo uomo ad andare due volte nello spazio. Il record di velocità venne invece stabilito il 3 ottobre 1967 con il Volo 188, in cui il pilota William J. Knight raggiunse la velocità di 7272,6 km/h. Il Volo 191, svoltosi il 15 novembre 1967, si concluse tragicamente con la morte del pilota Michael Adams. L'ultimo volo fu realizzato il 24 ottobre del 1968.
I record di altezza raggiunti dall'X-15 furono superati solo nel 2004 con il volo dello SpaceShipOne, mentre il record di velocità fu superato ancora nel 2004 dallo Scramjet X-43.

## Impiego operativo
L' X-15 conseguì numerosi record di velocità e altezza nei primi anni sessanta, raggiungendo il confine tra l'atmosfera e lo spazio, ritornando con dati preziosi che sono stati usati in seguito per la progettazione di altri aerei e veicoli spaziali. Potrebbe essere considerato il primo veicolo spaziale per voli suborbitali con equipaggio.
Nel corso del programma X-15, 13 voli (eseguiti da otto piloti) soddisfecero il requisito dell'USAF per essere considerati voli spaziali, superando l'altitudine di 50 miglia (80 km). Di conseguenza ai piloti fu riconosciuto la status di astronauta dall'USAF. Tre piloti di X-15 vennero in seguito anche qualificati come astronauti della NASA, tra cui Neil Armstrong (che in seguito divenne il primo uomo sulla luna) e Joseph Engle (poi divenuto comandante dello Space Shuttle).
Alcuni accreditati ricercatori aerospaziali hanno fissato la soglia dello spazio ad altitudini più basse rispetto all'USAF e alla NASA, e con questa definizione molti altri piloti di X-15 potrebbero essere considerati come astronauti. Secondo questi studiosi, la regione detta "aeropausa", dove si cominciano a manifestare condizioni equivalenti a quelle nello spazio, inizierebbe a 30 km di quota. Molti piloti di X-15 viaggiarono quindi ben oltre l'aeropausa.
Due voli di X-15, eseguiti dallo stesso pilota nel 1963, superarono la più severa definizione di spazio data dalla Federazione Aeronautica Internazionale superando la soglia dei 100 km.

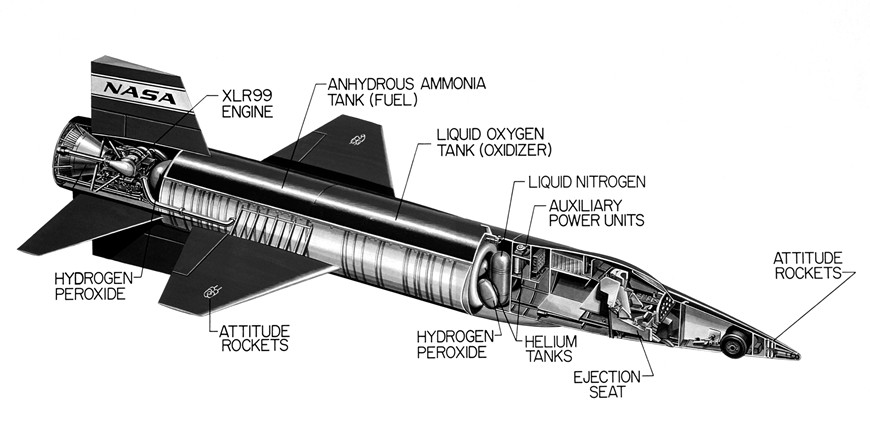
Uno spaccato dell' X-15.